# 도남초등학교
도남초등학교는 대한민국 제주특별자치도 제주시에 있는 공립 초등학교이다.

## 학교 연혁
- 1983년 3월 2일 : 개교
- 1985년 3월 1일 : 17학급 인가
- 1987년 3월 1일 : 제주시교육청지정「이념과제 시범학교」운영
- 1994년 3월 1일 : 제주시교육청지정「사회의 학교화 시범학교」운영(2년간)
- 1996년 3월 1일 : 도남초등학교로 학교명 개칭(32학급 인가)
- 1997년 9월 20일 : 본관 3층 6개 교실 및 화장실 1동 증축
- 1998년 3월 1일 : 제주도교육청지정「열린교육 시범학교」운영(1년간)
- 1999년 2월 25일 : 다목적 강당 1실 및 4개 교실 증축
- 1999년 3월 1일 :   교육부지정「교과용 도서 실험 연구학교」운영(3년간)
- 2001년 2월 26일 :   급식소 62평 확장 증축
- 2001년 8월 31일 : 운동장 마사토 포설 및 배수로 정비
- 2001년 12월 31일 : 4개 교실 증축, 운동장 급수대 및 지체부자유아 전용로 설치
- 2004년 2월 3일 : 본관 27 교실 확장 및 대수선 공사
- 2004년 8월 31일 : 동, 북관 24개 교실 대수선
- 2005년 3월 1일 : 제주특별자치도교육청지정「ICT활용 시범학교」운영(2년간)
- 2008년 3월 10일 : 방송실(JDBS)현대화 및 도서관(지혜의 샘터)개관
- 2008년 12월 31일 : 4개 교실 증축(영어체험교실 2, 특별교실 2)
- 2009년 7월 1일 : 제주특별자치도교육청지정「사교육절감형 창의경영학교 자율학교」운영(2년 8월간)
- 2009년 8월 25일 : 2개 교실 증축(영어회화실, 영어도서관겸 다목적실)
- 2010년 3월 26일 : 인조 잔디구장 조성 및 전자교탁 48실 설치
- 2011년 2월 11일 : 본관 교사동 내진 보강 공사
- 2011년 3월 1일 : 장애인 편의시설 및 비가림시설 공사
- 2011년 6월 30일 : 다목적강당 내부 보수공사
- 2012년 3월 1일 : 42학급 인가(특수학급 1학급 신설)
- 2012년 3월 1일 : 제주특별자치도교육청지정「사교육절감형 창의경영학교 자율학교」운영(2년간)
- 2013년 3월 7일 : 병설유치원(1학급) 개원
- 2014년 3월 1일 : 유치원 2학급 인가
- 2014년 3월 1일 : 교원평가 제도개선 시범학교 지정 운영(2년간)
- 2014년 7월 1일 : 운동장 노후 팬스 교체
- 2014년 8월 1일 : 북관 3층 복도 바닥교체 및 내부도색, 방수공사
- 2014년 9월 1일 : 체육관리실 신축공사
- 2015년 2월 1일 : 위클래스(Wee Class) 상담교실 구축
- 2015년 3월 1일 : 36학급인가(특수학급 1학급포함)
- 2015년 9월 1일 : 북관동 화장실 대수선 및 옥상방수공사
- 2015년 10월 20일 : 어린이놀이공간 탄성포장 및 운동장 스탠드 도장공사
- 2016년 9월 1일 : 조성신 교장선생님 부임
- 2019년 1월 25일 : 제 36회 졸업(총 7238명)

## 참고 자료
- 도남초등학교 - 한국교육학술정보원 학교알리미